# Don d'enfant
Le don d'enfant est une modalité d'adoption connue et pratiquée par certaines sociétés humaines, historiques ou actuelles. Elle consiste à donner un enfant à une autre famille que la famille biologique, parfois en dehors de tout lien familial, tribal ou clanique.
Il a pu être pratiqué en France dans certains cas (cf. Le Don d'enfant dans l'ancienne France, Agnès Fine). Il est toujours pratiqué dans certaines sociétés africaines ou océaniennes, comme les Sulkas de Nouvelle-Bretagne, les Canaques, les Maoris de Nouvelle-Zélande ou les Polynésiens (adoption dite « faamu » en tahitien) ou encore les Gilbertins (Arthur Grimble).
« Révélatrice de mécanismes relationnels riches et complexes, l’adoption coutumière vise à maintenir un équilibre social, culturel et foncier. Elle se fonde sur des processus d’échange, essentiels à l’homéostasie de la société.» (La Psychiatrie de l'enfant).
Le don d'enfant a été notamment étudié par Isabelle Leblic du Lacito, in De l'adoption. Des pratiques de filiation différentes qui met l'accent sur les pratiques de transferts d'enfants, en confrontant l'adoption internationale et celle traditionnelle.
Cette forme d'adoption s’inscrit souvent dans un contexte de solidarité familiale. C’est notamment  le cas chez les Sulkas de Nouvelle-Bretagne, où les dons d’enfants créent ou renforcent les liens entre les protagonistes de l’échange. « Par contraste, les formes actuelles de l’adoption en France semblent placer notre culture aux antipodes de cette problématique du don. […] La notion de don d’enfant est mise à l’écart par l’organisation juridico-administrative de l’adoption qui donne à l’Etat seul la capacité de faire le transfert, en dehors de toute perspective de marché ou d’échange privé. En fait, s’il y a don, ce n’est pas un don d’enfant entre personnes, mais le don de l’adoption elle-même, bref un don fait à l’enfant. » (Agnès Fine)
« Le don d’enfant a parfois suscité de fortes interrogations chez l’anthropologue » Pour un Occidental, le fait de se séparer volontairement de l’un de ses enfants, et ce sans que la nécessité l'y pousse, est souvent considéré comme un mystère : « L’opacité de cette conduite est telle que les observateurs ont subi la tentation de la rabattre péjorativement vers les comportements dénaturés [...] Aussi cet acte apparaît à certains comme la quintessence de la règle sociale, comme la capacité proprement humaine de nier les contraintes pulsionnelles et ce chez des peuples qui semblent pourtant plus proches de la nature que des sophistications culturelles de leurs visiteurs étrangers [...] » (S. Lallemand, 1993).